# Giovanni Battista Carlassara
Giovanni Battista Carlassara (Montecchio Maggiore, 7 maggio 1929 – Mirano, 29 maggio 2015) è stato un politico italiano. un primario medico, un Deputato e Senatore eletto, come indipendente, nelle liste del Partito Comunista Italiano.

## Biografia
Nel 1960, dopo essersi laureato all'Università di Padova si trasferì a Mirano come medico nel reparto di Medicina dell'Ospedale, e svolse anche l'attività di medico condotto. Oltre alla professione si impegnò subito nella DC e nella ACLI locali e del Veneto, diventandone in breve tempo un esponente di primo piano. Nelle elezioni del 13 dicembre 1964 venne eletto consigliere comunale e capo gruppo per il partito della Democrazia Cristiana di Mirano(17 consiglieri DC su 30).
In quegli anni il dibattito politico nazionale era strettamente legato alle problematiche sollevate dal Partito Socialista Italiano durante la formazione dei primi governi di Centro-sinistra "organico", in modo particolare con il secondo governo Moro tra le quali: la programmazione urbanistica, la sanità pubblica, istruzione. Carlassara – anticipando le decisioni governative nazionali - coinvolse le ACLI venete e locali sulla insostenibilità della commistione gestionale che esisteva fino ad allora tra gli Enti sanitari (ospedali) e quelli assistenziali (la casa di riposo Istituto pubblico di assistenza e beneficenza, l'IPAB.).

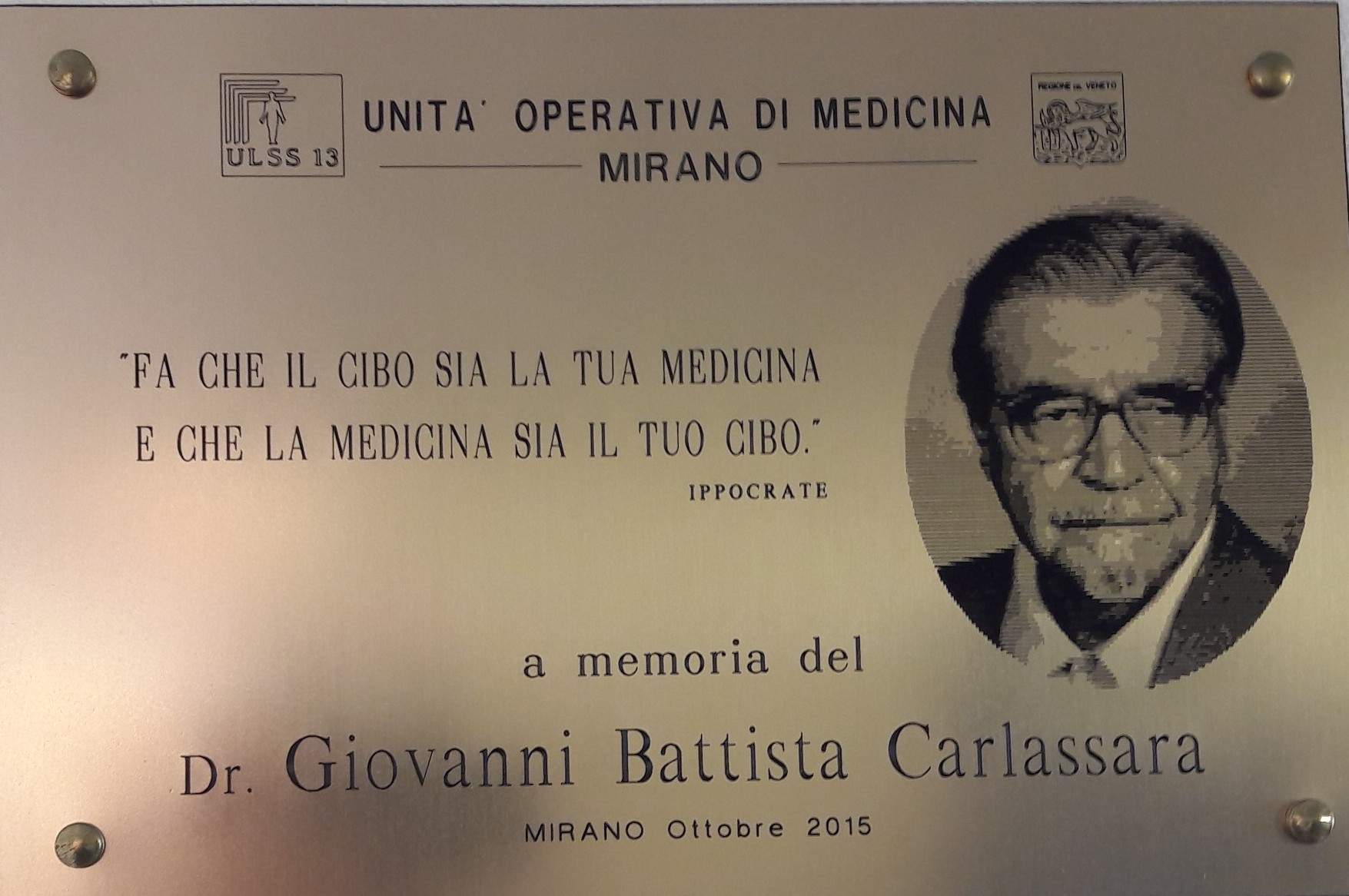
Targa commemorativa Ospedale Mirano ottobre 2015

La situazione di Mirano era particolarmente paradigmatica vista l'esistenza di un complicato intreccio tra l'IPAB (casa di riposo Luigi Mariutto),  e l'Ospedale Civile . In base ad un vecchio rapporto di federazione tra i due Enti del 1925 e una convenzione del 1951, mentre la proprietà degli edifici e il personale amministrativo e ausiliario (infermieri, inservienti, ...)  dei due Enti erano a carico della gestione dell'IPAB il consiglio di Amministrazione dell'ospedale civile gestiva solo il personale medico. La situazione era molto diffusa in tutta Italia e per questo questa problematica divenne allora uno degli argomenti di discussione parlamentare. La svolta normativa si concretizzò con la legge 12 febbraio 1968 n. 132 – Enti ospedalieri e assistenza ospedaliera- più nota col nome del ministro socialista Luigi Mariotti,  che suddivise le competenze tra Sanità e Assistenza e avviò la prima razionalizione degli Ospedali. Questa legge fu fondamentale per la successiva Riforma sanitaria del 1978 e la creazione del Servizio Sanitario Nazionale  e delle ASL
La battaglia che anticipò la legge Moriotti provocò la spaccatura della maggioranza consigliare di Mirano. Questa decisione ebbe risvolti nazionali con l'espulsione dalla DC del gruppo guidato da Carlassara, dal Sindaco Gioacchino Gasparini ed altri 7 consiglieri. A seguito dell'espulsione dei dissidenti si costituì una nuova maggioranza - sostenuta dal PSI e PCI - che continuò l'azione amministrativa con l'approvazione del primo Piano Regolatore Generale (PRG). Fu un Piano urbanistico che permise il successivo sviluppo ordinato del territorio. Esso prevedeva un forte intervento per il Piano edilizia economica e popolare (PEEP), la salvaguardia del Centro storico, la salvaguardia e valorizzazione dei numerosi parchi delle ville venete (quattro delle quali diverranno pubbliche), il Centro del Distretto scolastico. Per quanto riguarda l'autonomia ospedaliera rispetto alla IPAB Luigi Mariutto, il Piano programmò anche la realizzazione del nuovo ospedale, progettato dall'arch. Giancarlo De Carlo.
Erano anni di forte rinnovamento legislativo nella gestione del territorio. Carlassara mediò nell'anomala maggioranza (ex DC, movimento aclista,  comunisti e socialisti)   le esigenze di programmazione dello sviluppo previste dalle nuove leggi urbanistiche contro la Speculazione edilizia. Utilizzando le leggi urbanistiche (legge 765 del 1967 ed altre) riuscì ad far applicare un innovativo strumento urbanistico, unico nel suo genere, per frenare il fenomeno storico delle case sparse,  per le cinque frazioni ( Vetrego, Zianigo, Scaltenigo, Ballò, Campocroce (Mirano)),considerato fino ad allora nel Veneto quasi come diritto inalienabile del cittadino.
Nel 1970 fondò (tra gli altri con i futuri sindaci Gianni Fardin e Franco Marchiori, e con il presidente dell'Ospedale Giorgio Berton)   una lista di cattolici di sinistra Azione Democratica Popolare – ADP, che concretizzò una delle prime esperienze di maggioranze di centrosinistra (ADP – PSI – PCI – PSIUP),  della storia d'Italia in Comuni con più di 25 000 abitanti. Questa alleanza fu confermata anche alle elezioni amministrative del 1975 e durò fino al 1980.

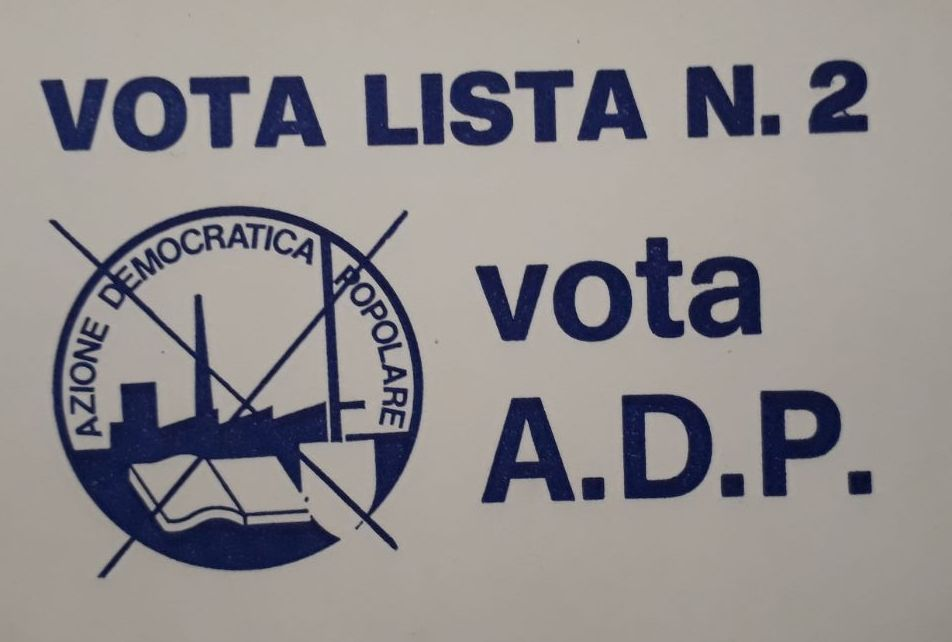
Simbolo del A.D.P. dal 1970 al 1980

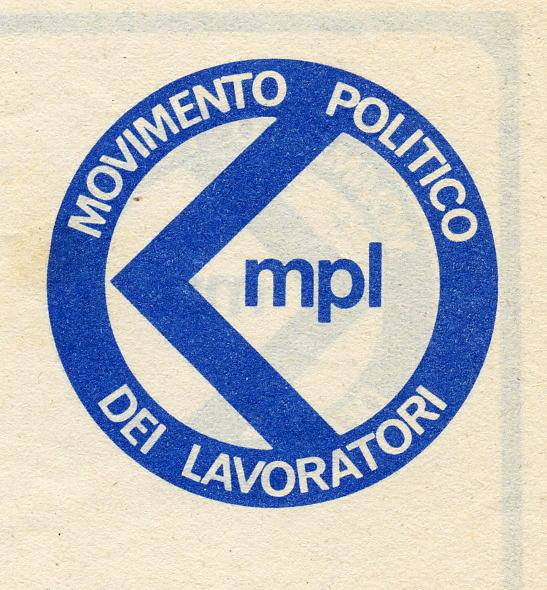
Simbolo del M.P.L. nel 1972

Carlassara fu inoltre tra i promotori , portando l'atipicità dell'esperienza di Mirano e della sua formazione politica, alla nascita dell'ACPOL (Associazione di Cultura Politica)  e del Movimento Politico dei Lavoratori – MPL -  che ebbe come leader l'ex presidente delle ACLI nazionali, Livio Labor. Partecipò, come candidato MPL, alle elezioni politiche del 1972.
Nel 1976  venne eletto, come indipendente non iscritto al partito, nelle liste del PCI come Deputato alla VII legislatura e nel 1979 come Senatore alla VIII legislatura.
Al termine, nel 1983, ritornò alla professione medica (primario del reparto di Medicina dell'Ospedale di Mirano) continuando comunque a dare il suo contributo politico fino al 1990 sia come consigliere comunale di Mirano e di Salzano che come amministratore della Casa di Riposo “Luigi Mariutto”.
È morto il 29 maggio 2015 all'età di 86 anni. L’ASL 13 - presidio ospedaliero di Mirano lo ha onorato con l'apposizione di una targa commemorativa nel reparto di Medicina.